# Industrie- und Handelskammer zu Königsberg
Die Industrie- und Handelskammer zu Königsberg (IHK Könisgberg) war die Industrie- und Handelskammer in Königsberg (Preußen).

## Geschichte
In Königsberg bestand das Vorsteheramt der Kaufmannschaft Königsberg als Handelskammer. Die Regierung in Königsberg veröffentlichte das Statut der Kaufmannschaft am 25. April 1825. Mit dem Gesetz über die Handelskammern vom 24. Februar 1870 wurden die Handelskammer in Preußen neu organisiert. In Königsberg wurde dies mit dem Statut für die Kaufmannschaft zu Königsberg i.Pr. umgesetzt. Es bestand damit ab dem 1. Juli 1871 aus 15 Mitgliedern, die je auf drei Jahre gewählt wurden.
Mit dem preußischen IHK-Gesetz wurde die Kaufmannschaft Anfang der 1920er Jahre in die IHK umgewandelt. Die IHK hatte ihren Sitz in der Neuen Börse. Präsident wurde Kommerzienrat Felix Heumann (Sohn von Fritz Heumann), Vizepräsidenten Hanns Litten und Ludwig Porr. 1932 wurde die Kammer in Königsberg neu gegründet und auf Ostpreußen und Westpreußen ausgedehnt. Sie blieb in der Neuen Börse. Ihr erster Präsident war Willy Ostermeyer, ihr letzter Hugo Lauber von der Feldmühle AG.
In der Zeit des Nationalsozialismus wurde die Kammer gleichgeschaltet und die Selbstverwaltung der Wirtschaft abgeschafft. Gemäß dem Führerprinzip wurde der Präsident der Kammer ernannt und ernannte wiederum die Mitglieder der Kammer. 1943 wurde die Kammer aufgehoben und mit der Handwerkskammer in eine Gauwirtschaftskammer, die Gauwirtschaftskammer Ostpreußen überführt.

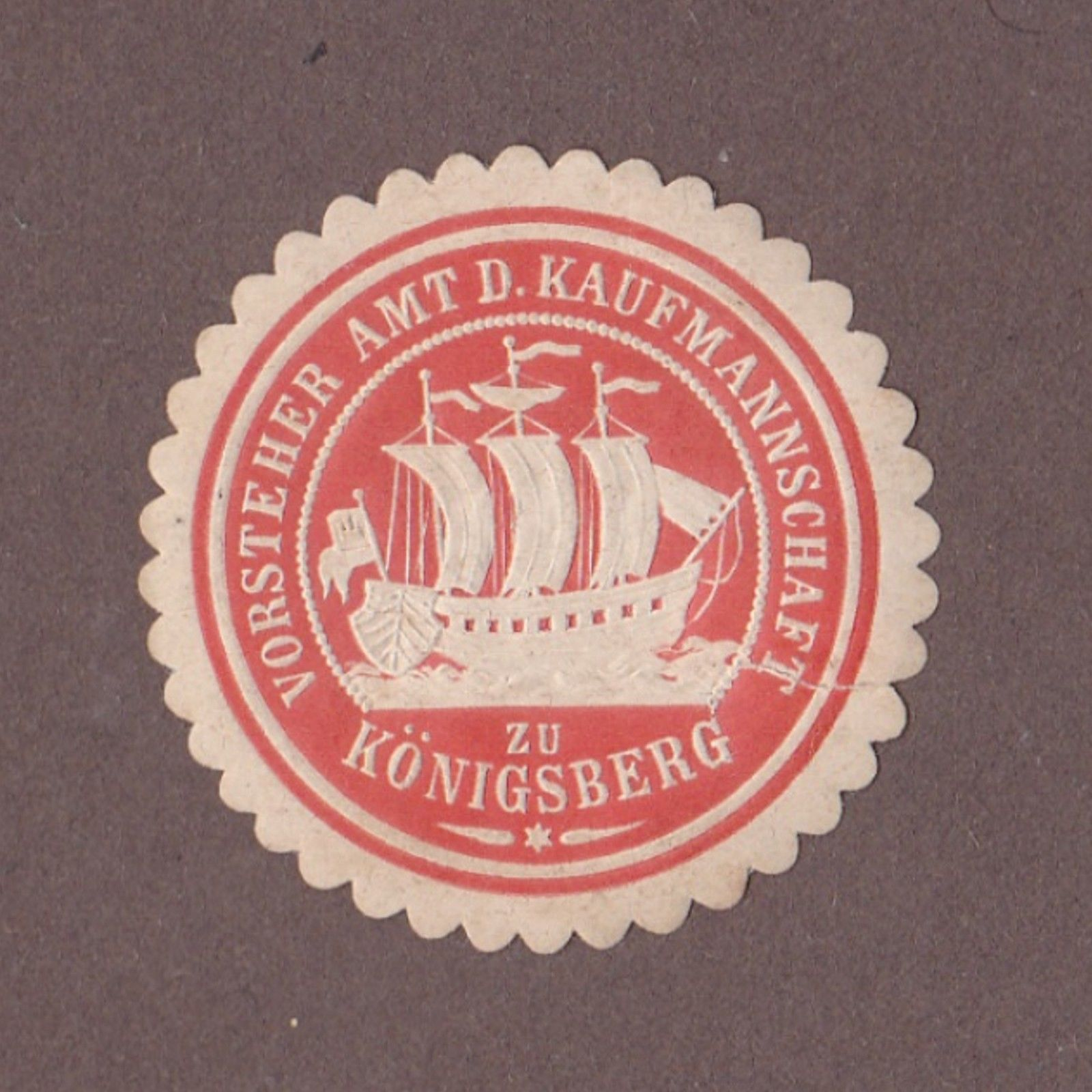
Siegelmarke Vorsteheramt der Kaufmannschaft zu Königsberg

## Königsberger Kaufmannschaft
Als Vorgängerin der IHK hatte die Königsberger Kaufmannschaft unter anderem folgende Vorsteher:
- Carl Ludwig Heinrich (* 1795)
- Ferdinand Heitz (1901)